# 이시이 미쓰지로
이시이 미쓰지로(石井 光次郎, 1889년 8월 18일~1981년 9월 20일)는 10선 중의원 의원을 역임한 일본의 정치인이다.

## 생애
1889년 후쿠오카현 구루메시에서 태어났다. 구루메 상업학교(현 구루메시립 구루메 상업고등학교)와 고베 고등상업학교(현 고베 대학)를 거쳐 도쿄 고등상업학교 전공부(현 히토쓰바시 대학)를 졸업했다.
1913년 고등문관시험에 합격해 경시청 경부, 대만총독부 비서과장 겸 외사과장 등을 역임한 뒤 퇴직하고 1922년 아사히 신문사에 입사했다. 신문사에서 전무이사 등을 지낸 뒤 퇴사하고 1946년 하토야마 이치로가 이끄는 일본자유당에 입당해 총선에 출마해 당선됐다. 1947년에는 상공상으로 입각했지만 얼마 지나지 않아 공직 추방을 당했다.
1950년 10월 13일 공직 추방이 해제되고 1951년 초대 아사히 방송 사장에 취임했다. 그리고 1952년 제25회 일본 중의원 의원 총선거에 출마해 당선돼 정계에 복귀했다. 1953년 제5차 요시다 내각에 운수상으로 입각했으며 같은 해 외무성의 외곽 단체로 사단법인 해외홍보협회를 설립했다. 1954년 12월 자유당 간사장이 되었지만 다음 달에 있던 총선에서 자유당이 대패했다. 1955년 오노 반보쿠 등과 함께 보수합동을 이루어내 자유민주당이 창당됐다.

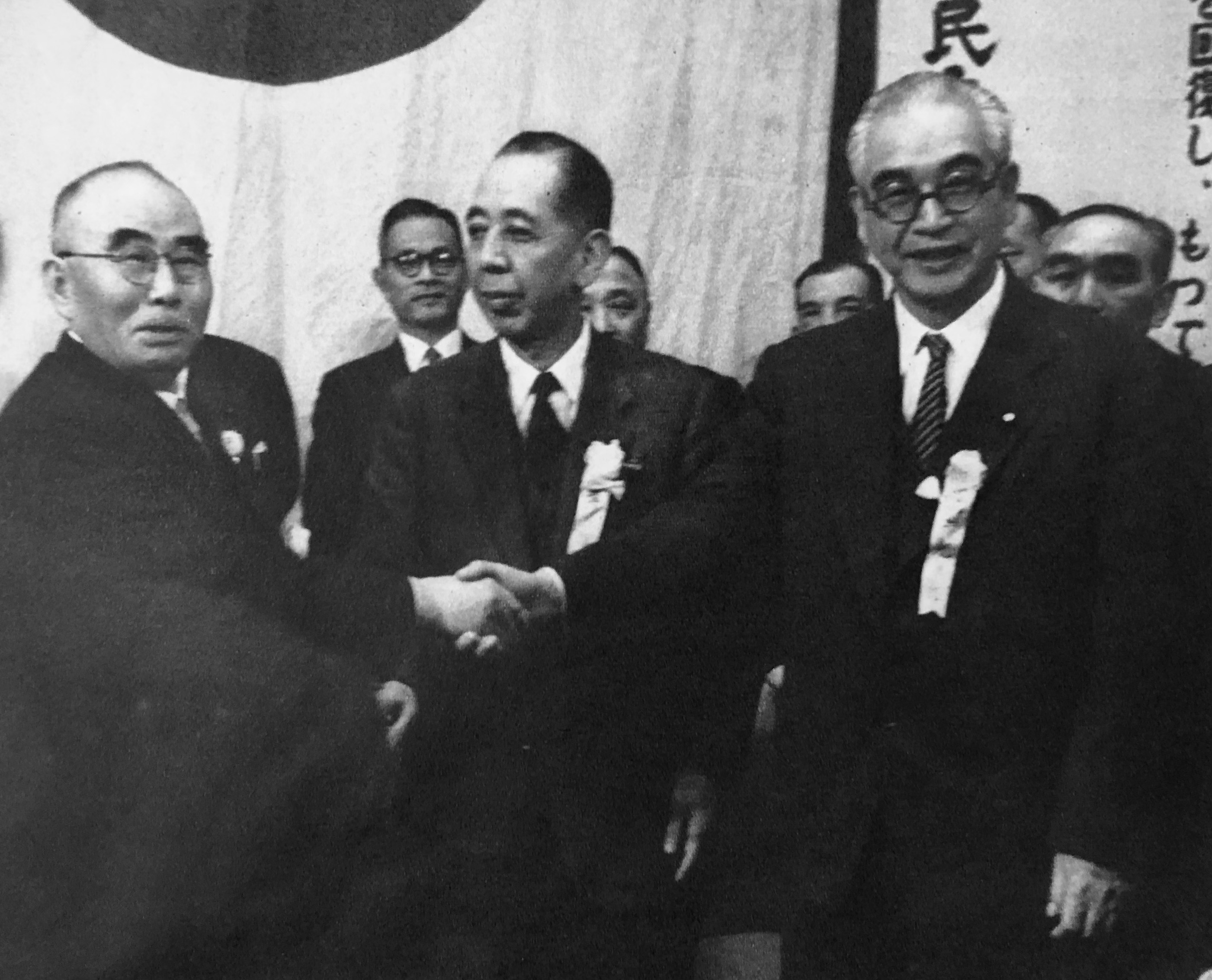
1956년 12월 자유민주당 총재 선거에 입후보한 후보들. 왼쪽부터 이시바시 단잔, 기시 노부스케, 이시이 미쓰지로.

1956년 1월 오가타 다케토라가 사망하자 그의 파벌인 수요회를 물려받았다. 이후 1956년 12월 일본 자유민주당 총재 선거에 출마하는 등 당내 중간 규모의 파벌 수령으로 영향력을 뽐냈다. 하지만 이시이는 지나치게 고지식하고 또 청렴했기에 파벌의 확대에 적극적이지 않았고 자신의 출세에도 관심이 없었다. 전술한 총재 선거 때도 기시 노부스케, 이시바시 단잔, 이시이 등 세 명이 출마했지만 모두 과반에 실패했다. 3위를 기록한 이시이를 제외한 두 명이 결선 투표에 올랐고 최종적으로 이시바시가 승리했다. 1차 투표 때 1위를 한 건 기시였지만 3위를 한 이시이가 이시바시를 지지했기에 역전할 수 있었는데 기시파는 당내 융화를 위해 기시를 부총리로 임명해야 한다고 요구했고 이시이는 이에 반대 의견을 내지 않았다. 그리고 건강 문제로 2개월 만에 이시바시가 물러난 뒤에도 후임을 양보해 기시가 일본의 내각총리대신이 되었다. 대신 제1차 기시 내각에서 부총리를, 제1차 기시 내각 (개조)에서 행정관리청 장관 겸 홋카이도 개발청 장관을 역임했다. 기시가 물러난 뒤에 1960년 일본 자유민주당 총재 선거에 다시 도전했지만 패배했다.
1967년엔 일본 중의원 의장에 취임했다. 1969년 7월 중의원 본회의에 자민당이 「건강보험법」 개정안을 회부했는데 야당의 반대 속에서 여당이 기립 표결로 강행 표결해서 통과시키자 본회의장은 순식간에 아수라장이 되었다. 이시이는 이 문제에 대한 책임을 지고 의장을 사임했다. 이후 자민당 고문이 되었으며 1972년 총선에 불출마하면서 정계를 은퇴했다.
이시이는 파벌을 운영하면서 은퇴하거나 파벌을 이탈하는 의원을 막지 않았고 신인 정치인을 적극적으로 파벌에 끌어들이지도 않았다. 그로 인해 선거를 거듭하면서 수요회의 규모는 작아졌는데 사카타 미치타, 다나카 이사지, 나카가키 구니오, 나다오 히로키치, 하세가와 다카시 등 측근들은 마지막까지 이시이의 곁을 지켰다.
정계를 은퇴한 뒤에도 이시이는 기시 등과 함께 친대만파 의원들의 원로 대접을 받으며 존중받았고 친대만파 의원인 후쿠다 다케오를 일관되게 지지했다.
고등상업학교를 다닐 때 스모 선수로서 활약했고 아사히 신문사에서 일할 땐 합기도를 배웠다. 1949년엔 일본골프협회장이 되었고 1962년부터 1975년까지 제8대 일본체육협회장도 지냈다. 체육협회장으로 있을 때 1964년 하계 올림픽, 1967년 하계 유니버시아드, 1972년 동계 올림픽을 성공적으로 진행했으며 회장에서 물러난 다음에도 체육협회 명예회장으로 있었다.
1981년 9월 심부전으로 사망했다. 향년 92세였으며 묘소는 아오야마 영원에 있다.

## 역대 선거 기록
|  | 0% |

|  | 13.9% |

|  | 11% |

|  | 15.4% |

|  | 14.3% |

|  | 17.1% |

|  | 14.3% |

|  | 12.6% |

|  | 15.4% |

|  | 12.8% |

## 참고 문헌
- 『追悼 石井光次郎』石井久子編、1982年 - 関係者による回想
- 『思い出の記』 私家版（3分冊・カルチャー出版制作）、1976年8月 - 政界引退に伴い刊行
- 『回想八十八年』カルチャー出版、1976年12月 - 日記などは国立国会図書館憲政資料室に寄贈された
- 『私の履歴書　第45集』日本経済新聞社、1972年に所収。
- 『新訂 政治家人名事典 明治～昭和』（2003年、編集・発行 - 日外アソシエーツ、42頁）

| 전임 호시시마 니로 | 제28대 일본의 상공대신 1947년 1월 31일~1947년 5월 24일 | 후임 미즈타니 조자부로 |

| 전임 무라카미 기이치 | 제15·16대 일본의 운수대신 1952년 10월 30일~1954년 12월 10일 | 후임 미키 다케오 |

| 전임 오쿠보 도메지로 | 제15대 일본의 홋카이도 개발청 장관 1957년 7월 10일~1958년 6월 12일 | 후임 야마구치 기쿠이치로 |

| 전임 가지마 모리노스케 | 제17대 일본의 행정관리청 장관 1957년 7월 10일~1958년 6월 12일 | 후임 야마구치 기쿠이치로 |

| 전임 이케다 하야토 | 제18대 일본의 통상산업대신 1960년 7월 19일~1960년 12월 8일 | 후임 시나 에쓰사부로 |

| 전임 다카하시 히토시 | 제21대 일본의 법무대신 1965년 6월 3일~1966년 12월 3일 | 후임 다나카 이사지 |

| 전임 아야베 겐타로 | 제54대 일본 중의원 의장 1967년 2월 15일~1969년 7월 16일 | 후임 마쓰다 다케치요 |